# Phaonia chalcica
Phaonia chalcica är en tvåvingeart som beskrevs av Zinovjev 1980. Phaonia chalcica ingår i släktet Phaonia och familjen husflugor. Inga underarter finns listade i Catalogue of Life.